# جون دودز (متسابق دراجات نارية)
جون دودز (بالإنجليزية: John Dodds)‏ هو متسابق دراجات نارية أسترالي فاز ببطولة سباق الجائزة الكبرى للدراجات النارية. نافس في سباقات بطولة العالم لفئة 500 سي سي ولفئة 350 سي سي ولفئة 250 سي سي ولفئة 125 سي سي ولفئة 50 سي سي.

## روابط خارجية
- جون دودز على موقع MotoGP.com (الإنجليزية)